# Eckener-Haus

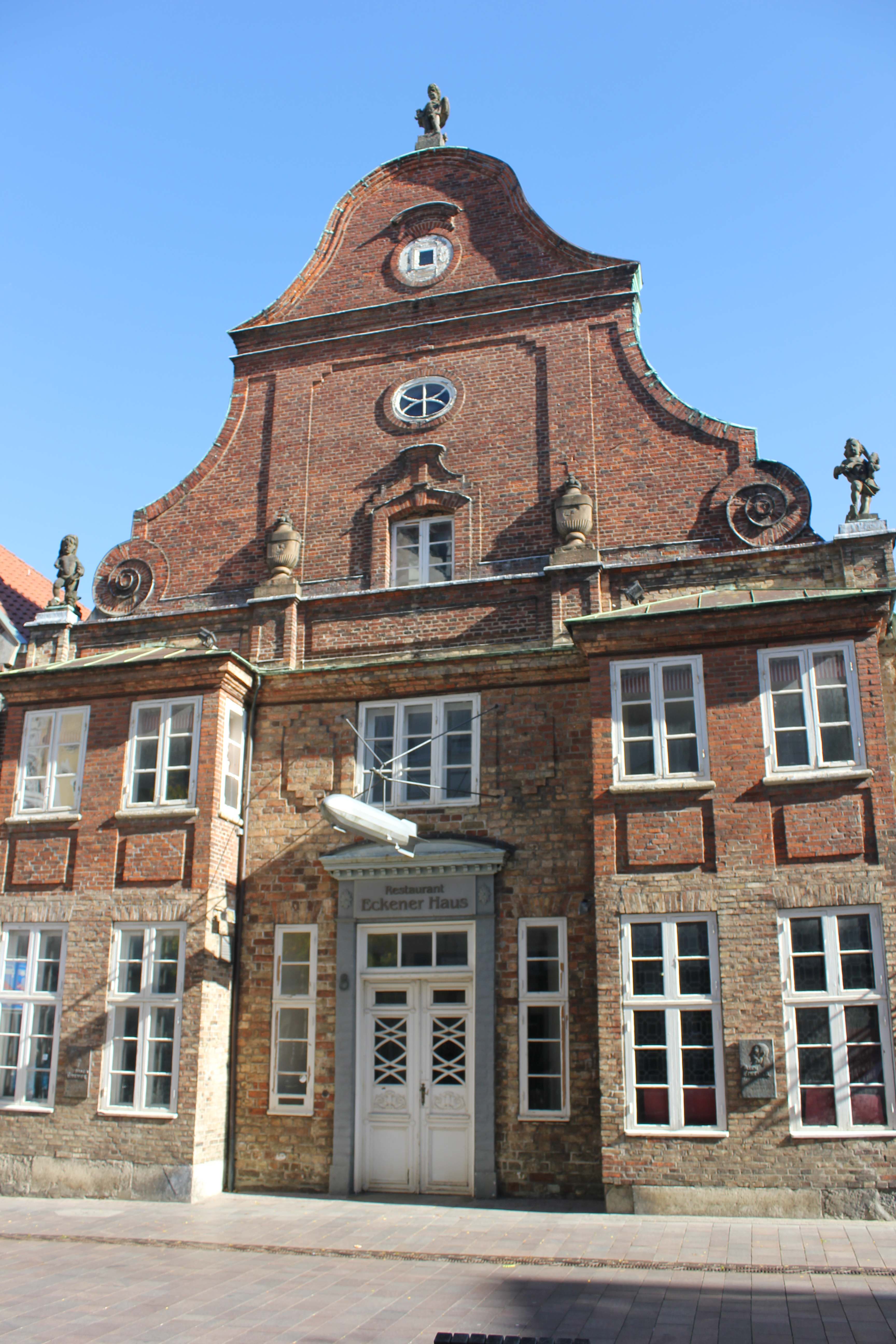
Eckener-Haus in Flensburg

Das Eckener-Haus (früher: Alt-Flensburger Haus) ist eines der Kulturdenkmale der Flensburger Innenstadt. Es wurde nach dem Flensburger Luftschiffer, Unternehmer und Ehrenbürger der Stadt Flensburg Hugo Eckener benannt.

## Hintergrund
Das spätgotische Backsteingiebelhaus in der Norderstraße 8 nahe der Marienkirche wurde schrittweise seit dem  16. Jahrhundert  errichtet. Die spätbarocke Fassade des Gebäudes stammt aus der Mitte des 18. Jahrhunderts. Die besagte zweigeschossige Front besitzt links und rechts vom Türeingang jeweils eine sogenannte Utlucht. Nach 1853 wurden drei Putten aus Sandstein auf dem Giebel angebracht. Sie stammen aus dem Neuwerkgarten des Schlosses Gottorf in Schleswig. Die drei Statuen stellen Personifikationen der Jahreszeiten dar. Von vorn betrachtet steht links der Winter, in der Mitte der Herbst und rechts der Sommer.
Schleswig bildete mit Holstein zusammen seit dem Jahr 1867 die neue preußischen Provinz Schleswig-Holstein. Flensburg gehörte in Folge seit 1871 zum Deutschen Kaiserreich. Eine Zeit des Umbruchs hatte in Flensburg begonnen. Die Industrialisierung schritt voran und die Bevölkerung vergrößerte sich erheblich. So hatte sich auch Johann Christoph Eckener aus Bremen in Flensburg angesiedelt. 1867 heiratete er die Flensburger Schuhmachertochter Anna Lange. Im Haus der Norderstraße 8 eröffneten sie einen Zigarren- und Gewürzhandel. So lebte seitdem in dem Haus die kleinbürgerliche Familie Eckener. Ihre Söhne Hugo Eckener (1868–1954) und Alexander Eckener (1870–1944) wurden später berühmt. Daher erhielt ihr Elternhaus beziehungsweise „Geburtshaus“ später den Namen Eckener-Haus.
1914 wurde das Gebäude von Hans Maria Ehrhardt renoviert und als Denkmal bürgerlicher Wohnkultur eingerichtet, daher auch offenbar der Name Alt-Flensburger Haus. Es diente seit dieser Zeit als Restaurant. Später wurden weitere Teile abgebrochener Flensburger Häuser ins Gebäude eingefügt, so auch Teile des in den 1960er Jahren abgebrochenen Regierungshofes, der als Sitz der Schleswigschen Ständeversammlung (Ständehaus) und als langjähriger provisorischer Ersatz des Alten Rathauses gedient hatte. Zudem wurde es mit Einrichtungsgegenständen des Flensburger Museums ausgestattet. Die Mischung aus Heimatmuseum und Gaststube avancierte zur guten Stube der Stadt. 1976 wurde auf der Seite zur Neuen Straße hin ein Backsteinanbau errichtet. In den 1980er bis in die 1990er Jahre war das Eckener-Haus noch Bestandteil des Touristik-Logos des Verkehrsvereins für Flensburg und Umgebung e. V., der seinen Sitz in der benachbarten Norderstraße 6 hatte. Damit fungierte es auch als eine Art Wahrzeichen für die Stadt. 1996 pachtete der Förderkreis Eckener Haus e. V. das Gebäude, doch scheiterte bei der Bewirtschaftung als Gedenk- und Gaststätte. Unterschiedliche Betreiber versuchten es danach und gaben stets wieder auf. Die Heizkosten und ein Sanierungsstau sollen der Grund dafür gewesen sein. Die gastronomische Bewirtschaftung wurde offenbar 2008 eingestellt.
Heute steht das Gebäude weiterhin leer. In jüngerer Zeit kam Wünsche nach einem Museum auf, dass insbesondere die neuere Flensburger Geschichte mit dem Kriegsende in Mürwik behandeln sollte (vgl. Sonderbereich Mürwik). Das alte Museum auf dem Museumsberg hatte noch in den 1980er Jahren als stadthistorisches Museum gedient, zeigte sich aber in den Jahren danach aber als ein ungeeigneter Standort für die neuere Geschichte Flensburgs. Außerdem waren Teile der alten stadtgeschichtlichen Sammlung, beispielsweise das Stadtmodell, das Flensburg um 1600 darstellte, ins 1984 eröffnete Schifffahrtsmuseum Flensburg verbracht worden. Vom großen stadthistorischen Bereich der Sammlung verblieb ein Ausstellungsraum. Heute wird am dortigen Standort ein Galeriekonzept verfolgt, bei dem stetig neue Ausstellungen für Kunstwerke entstehen. Die Stadtgeschichte hat im Museumskonzept keinen Platz mehr. Daher erhoffte sich die Stadt in den 2000er Jahren zunächst ein Museum bei der Marinesportschule in Mürwik. Diese Pläne scheiterten. Gleichzeitig verfiel das leer stehende Marinelazarett Flensburg-Mürwik weiter. Der Historiker Gerhard Paul kritisierte im Mai 2015 das Fehlen eines Museums mit der Feststellung, dass man dort, wo man erinnern könnte, es nicht getan wird, und erklärte weiter: „Flensburg hat sich mit der Erinnerung schwergetan bis heute.“ Zuletzt dachte die Stadt dann über ein Museum im Eckener-Haus in der Flensburger Innenstadt nach. Die Pläne wurden aber offenbar schnell wieder verworfen. Man begann über weitere Alternativen nachzudenken. Dennoch, im Rahmen der Altstadtsanierung der kommenden Jahre, soll das Eckener-Haus wieder instand gesetzt werden und einem neuen Zweck zugeführt werden.

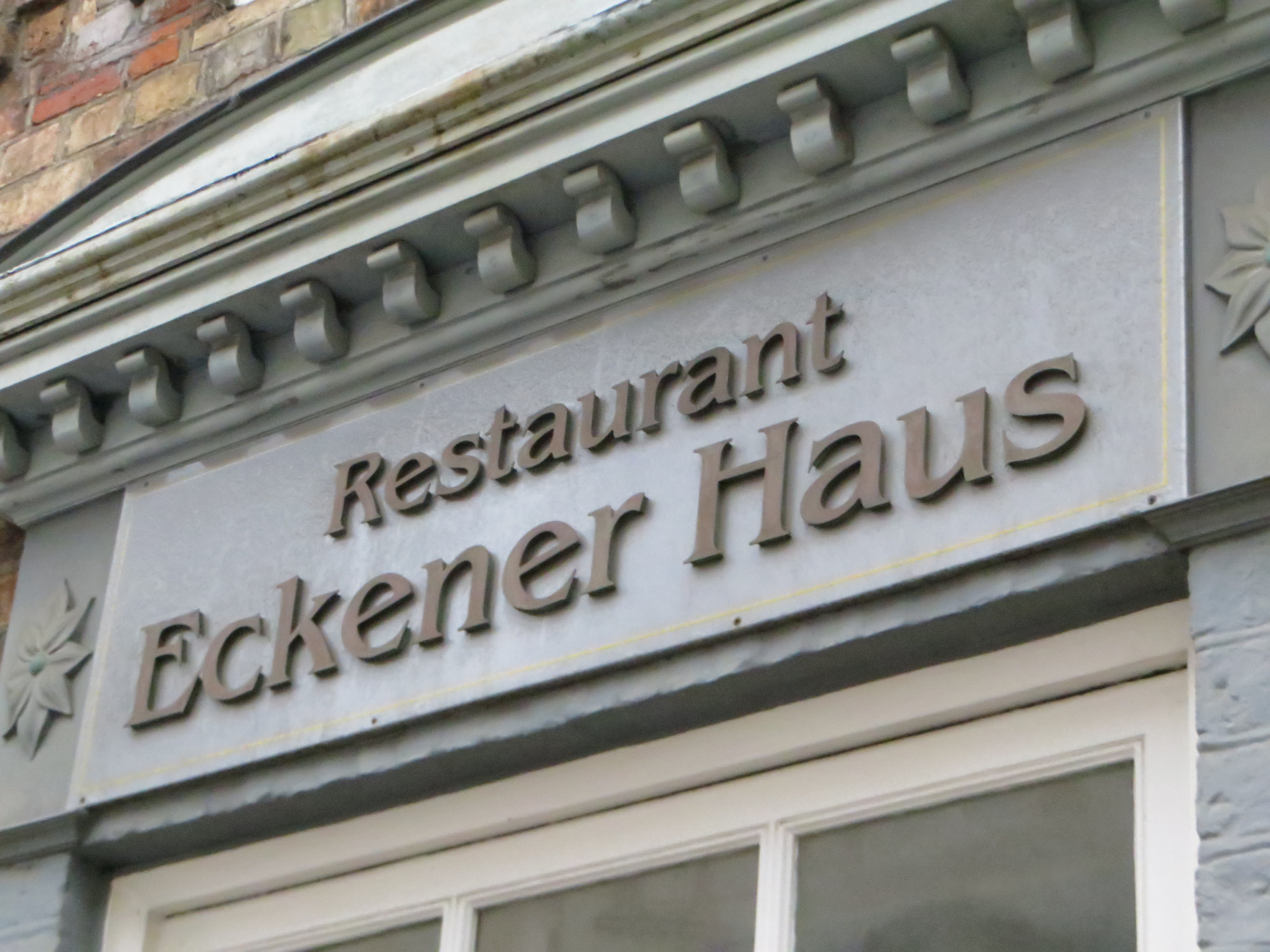
Schriftzug Restaurant Eckener-Haus
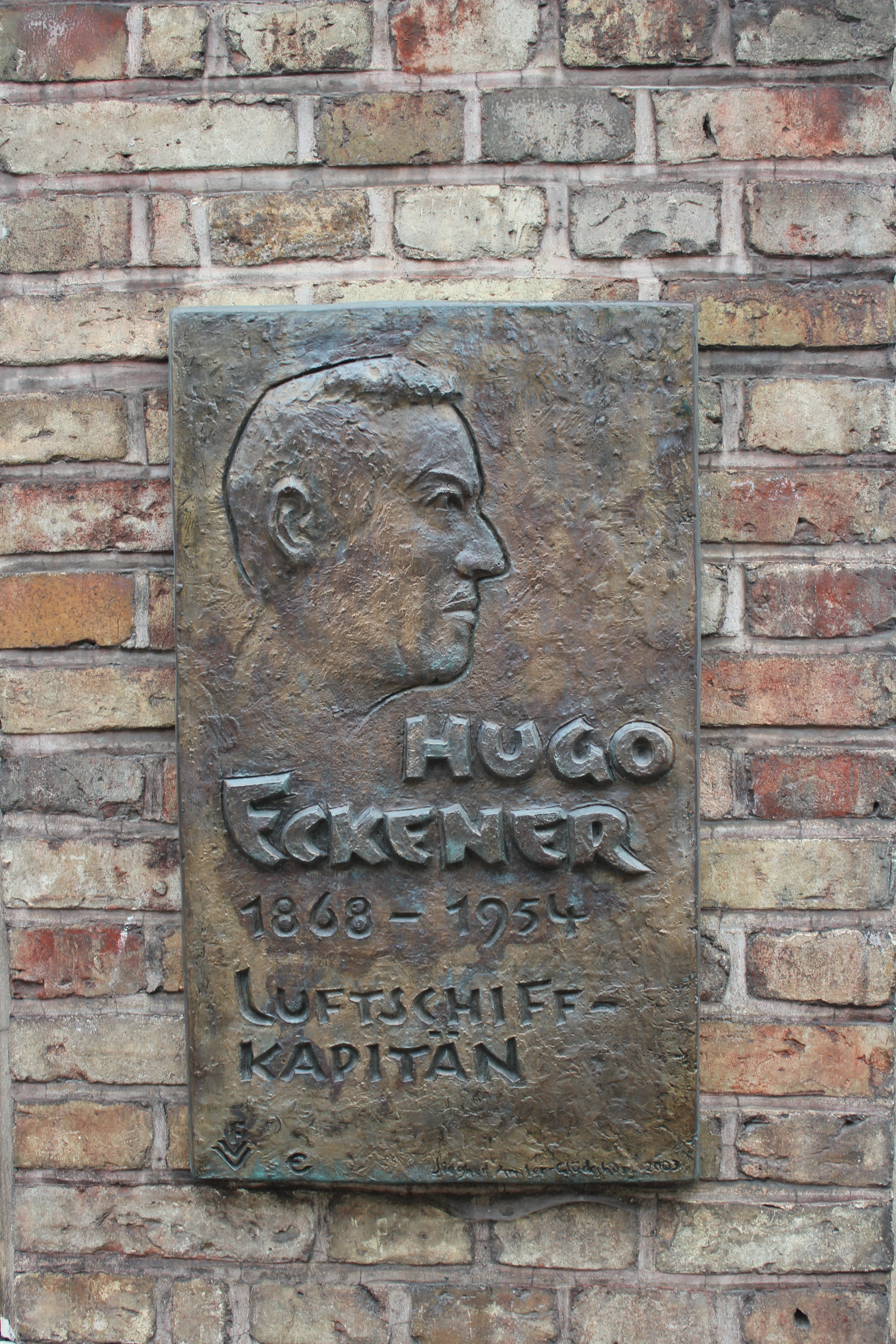
Gedenktafel an Hugo Eckener
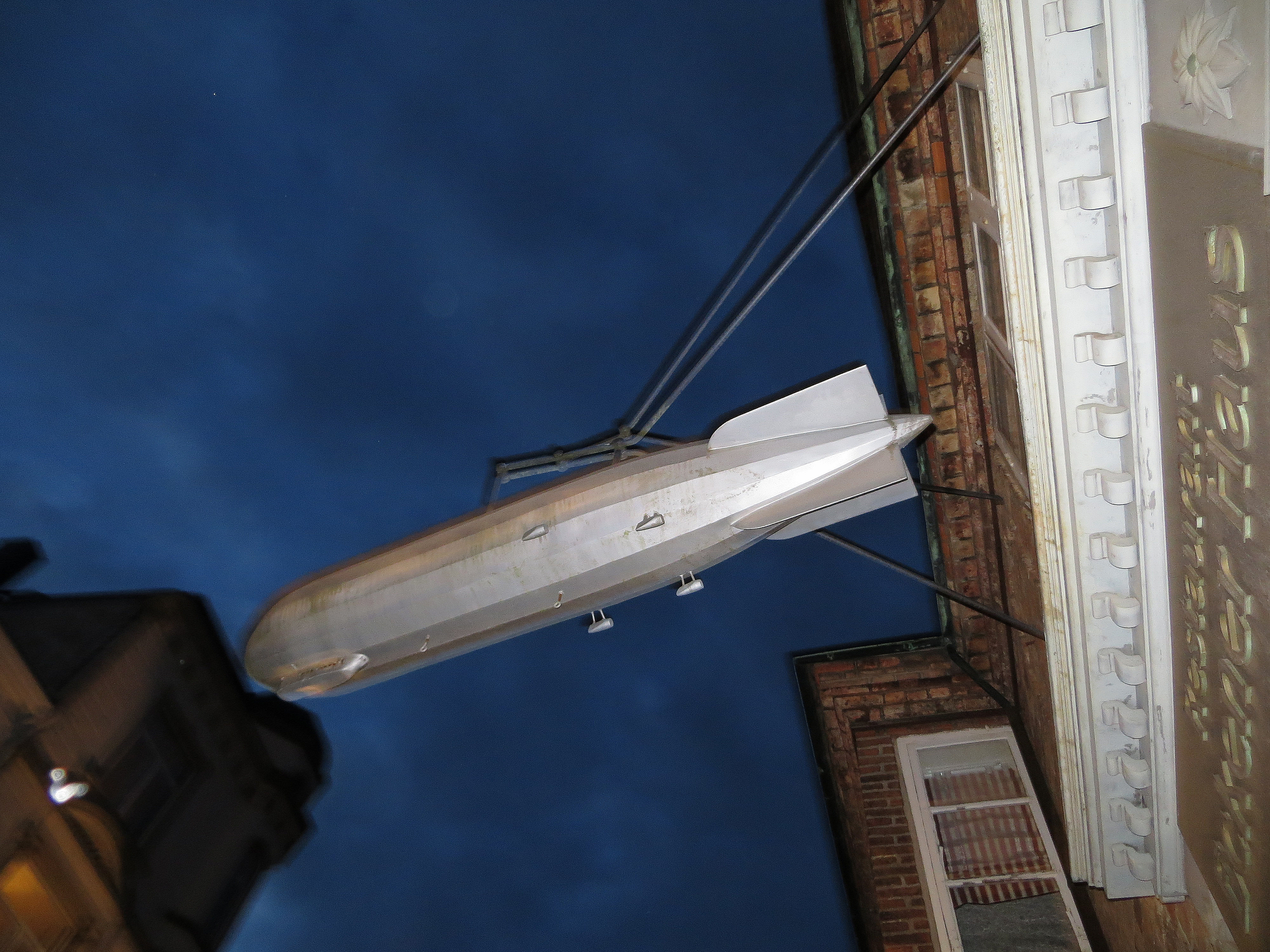
Der Zeppelin am Eckener-Haus
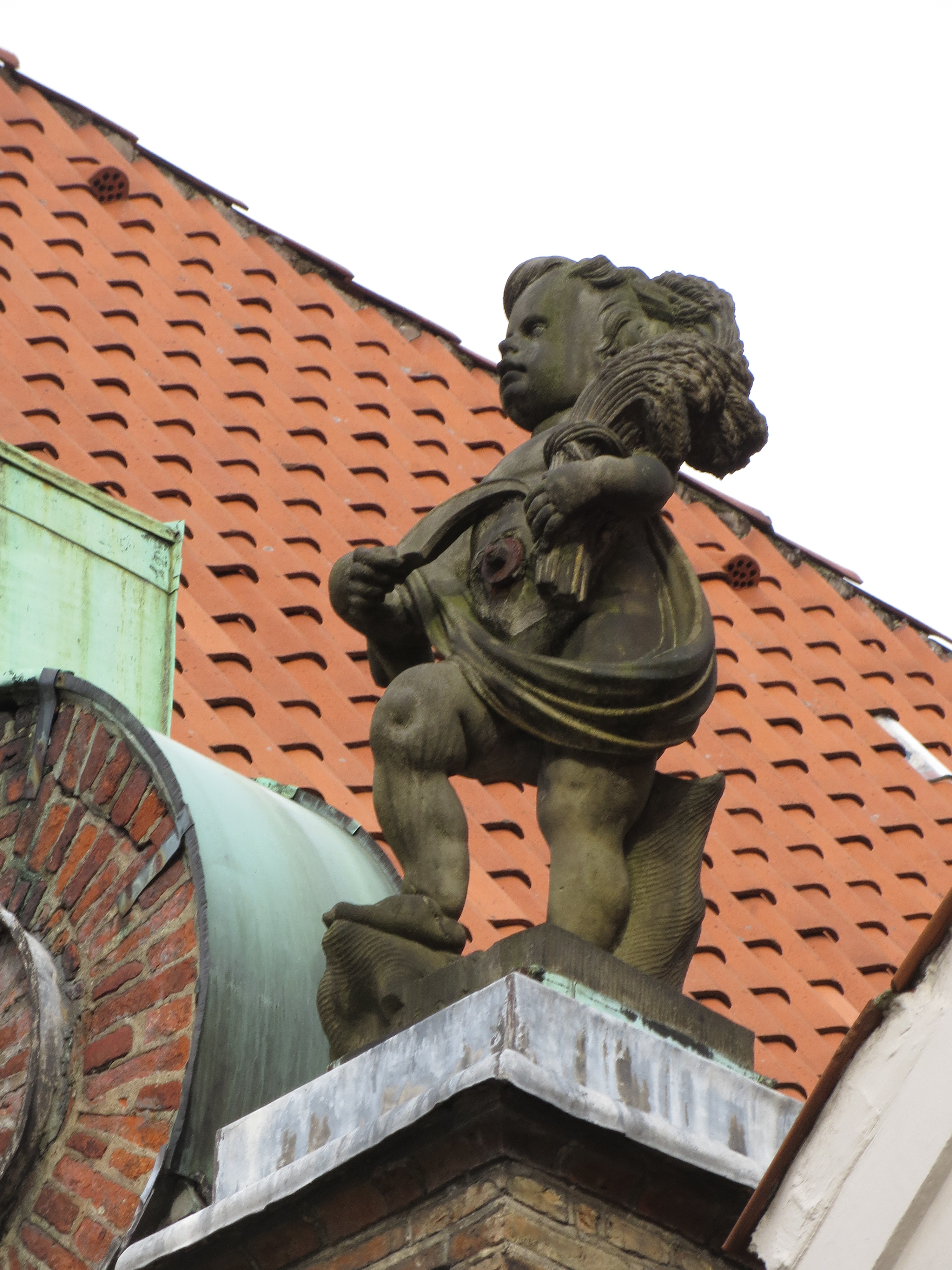
Die Personifikation des Sommers.
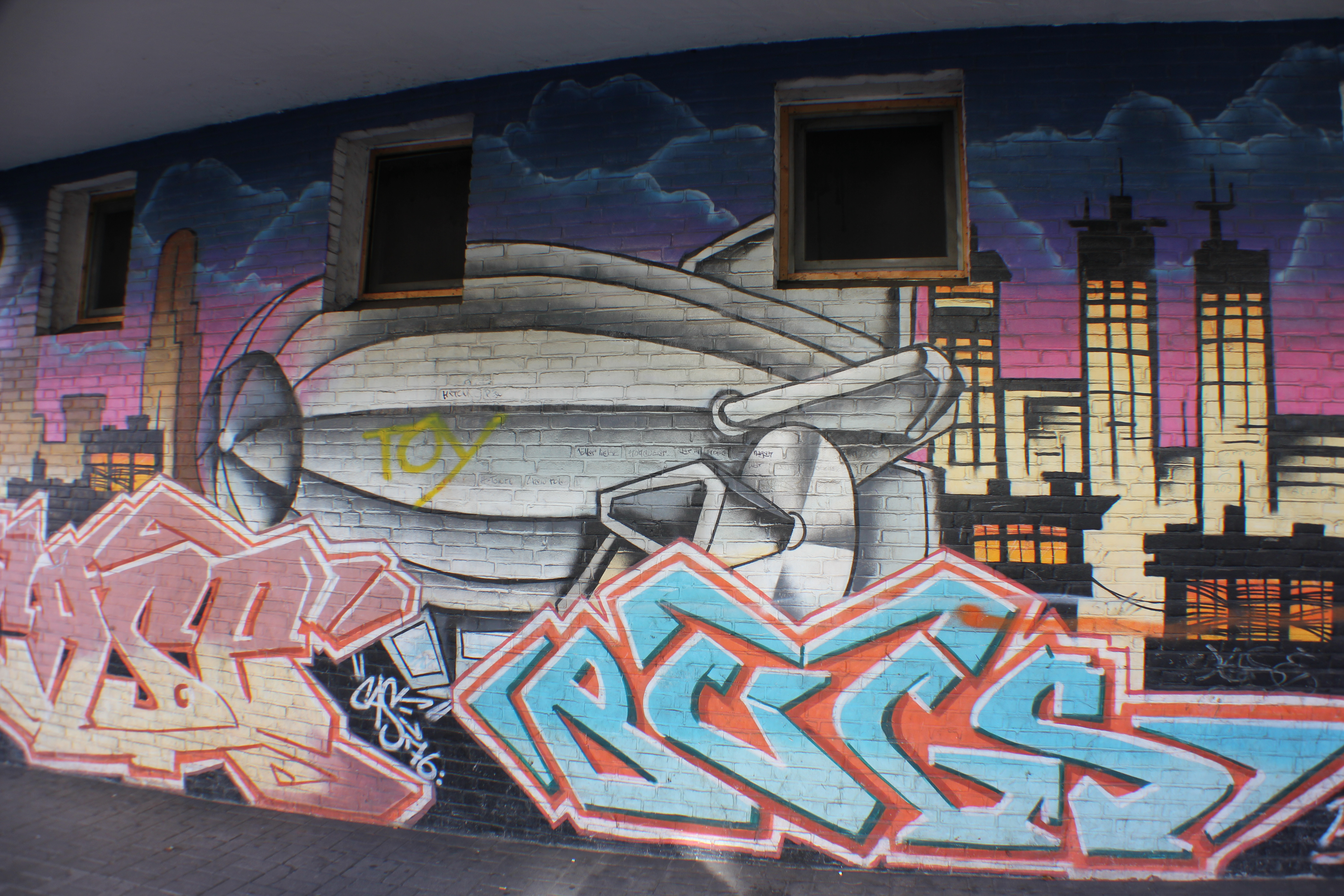
Zeppelin-Graffito beim Eckener-Haus (vom selben Künstler, der auch das Mauseloch gestaltete)